# ویلیام ولمن
ویلیام آگوستوس ولمن (انگلیسی: William Augustus Wellman; ۲۹ فوریهٔ ۱۸۹۶ – ۹ دسامبر ۱۹۷۵) کارگردان و هنرپیشه اهل ایالات متحده آمریکا بود.

## فیلم‌شناسی
- بال‌ها (۱۹۲۷)
- دشمن مردم (۱۹۳۱)
- پرستار شب (۱۹۳۱)
- قاتل حرفه‌ای (۱۹۳۲)
- خیلی بزرگ (۱۹۳۲)
- فریسکو جنی (۱۹۳۲)
- قیمت خرید (۱۹۳۲)
- فرودگاه مرکزی (۱۹۳۳)
- زنده‌باد ویا! (۱۹۳۴) (نامش در عنوان‌بندی نیامده)
- آوای وحش (۱۹۳۵)
- دختر شهر کوچک (۱۹۳۶)
- ستاره‌ای متولد شده‌است (۱۹۳۷)
- بو ژست (۱۹۳۹)
- روکسی هارت (۱۹۴۲)
- حادثه آکس‌بو (۱۹۴۳)
- بوفالو بیل (۱۹۴۴)
- سرگذشت سرباز جو (۱۹۴۵)
- پرده آهنین (۱۹۴۸)
- میدان جنگ (۱۹۴۹)
- در پهنه وسیع میسوری (۱۹۵۱)
- متکبرها (۱۹۵۴)
- کلاید بیتی (نامش در عنوان‌بندی نیامده) (۱۹۵۴)
- کوچه خونین ۱۹۵۵
- اسکادرال لافایت (۱۹۵۸)